# Grill Károly Könyvkiadóvállalata
Grill Károly Könyvkiadóvállalata egyike a legrégibb magyarországi könyvkereskedéseknek, amely különösen a 19. század 50-60-as éveiben a külföldi tudományos irodalom terjesztésével tűnt ki.

## Alapítása, első évtizedei
A céget eredetileg Geibel Károly Frigyes alapította 1841-ben. Pest egyik legnagyobb forgalmú könyvüzlete lett és könyvkiadással is foglalkozott. Geibel az 1848-1849. évi forradalom és szabadságharc után eladta üzletét unokaöccsének, akitől Grill Károly vette meg 1860-ban. A cég későbbi nevét csak 1868-ban vette fel. (Grill-féle Könyvkereskedés)
Grill Károly halála után özvegye, majd fia Grill Richárd vezette a könyvkereskedést. Erre az időre esik a cégnek addig egyetlen nagy jelentőségű kiadványa: Az ötvösség remekei, két kötetben megjelent műtörténeti díszmű. A könyvkereskedést 1889-ben Balázs Adolf vette meg. 1893-ban Strasser Lipót és Strasser Bertalan vették át a cég vezetését és nagyarányú kiadói tevékenységet fejtettek ki. A Grill kiadó jogi szakkönyvekre (törvénytárak, döntvénytárak kiadására) szakosodott.
1905-ben a könyvkereskedés és a könyvkiadó vállalat kettévált. A könyvkereskedést Grill-féle udvari könyvkereskedés név alatt Benkő Gyula vette át, míg a könyvkiadó vállalatot Grill Károly Könyvkiadó Vállalat néven az addigi tulajdonosok Strasser Lipót és Bertalan fejlesztették tovább.

## A Révai-Franklin per és a könyvkereskedés
1912-ben zajlott a Révai-Franklin per, melyben Révai azt állította Franklinról, hogy kiadója az ő kiadójánál kedvezőbb feltételeket ígérve elcsábította a vele szerződött írókat.
Révai szerint nem ez volt az egyetlen alkalom, és nem csak Révaival szemben. 
Grill Károly cége 1908-ban határozta el, hogy kiad egy sorozatot Magyar Írók Aranykönyvtára címmel, amely vállalkozás tiszta jövedelméből a "Budapesti újságírók egyesületének özvegy- és árva alapját"  támogatják.
Amikor ezt a Franklinnál megtudták, rögtön előálltak a Magyar írók könyvtára című sorozattervükkel, amelyet az "Otthon írók és hírlapírók köre" javára indítanának. A sorozat régebbi kiadványok újrakötése lett volna. A sikeres terjesztés érdekében az ügynököknek is 26%-ot ajánlott Franklin a szokásos 16% helyett.
A kialakult helyzet miatt a Grill kiadó egyezséget kötött a Franklin kiadóval, hogy a sorozat kötetszámát 20-ról 30-ra emeli, ám ebből 15 kötetet a Franklin ad ki. Így jött létre az a furcsa helyzet, hogy pl. Eötvös József A falu jegyzője című regénye is szerepel a Magyar írók aranykönyvtára sorozatban, méghozzá úgy, hogy a címlapon a Franklin szerepel kiadóként, a címlapverzón az áll, hogy a "Révai testvérek tulajdona", míg a tulajdonképpeni közreadó csak a kötés gerincén szerepel.

## A kiadó az első világháború végétől az államosításig
A könyvesbolt üzemeltetésének átalakítására az első világháború utáni kedvezőtlen gazdasági viszonyok miatt volt szükség. A kiadó útikönyvek, térképek kiadásával, importból származó könyvek értékesítésével is foglalkozott. Az évi 200 ezer pengős forgalom éppen a fennmaradáshoz volt elegendő. 1936-ban a cégnév Grill-féle könyvkereskedés Gergely Rt.-re változott. A veszteségek azonban a saját megtakarításait a cég megsegítésére fordító Gergely Rezső ügyvezető igazgató anyagi erejét is meghaladták, és újabb befektetőre volt szükség. 1938-ban a zsidótörvény hatálya alá eső régi vezetőség kivált a cégből. A két új igazgatósági tag egyike Cavallier József volt, aki 1944-1945-ben sokat tett az üldözöttek megmentéséért. Budapest ostroma során a cég Dorottya utcai üzlethelyiségeit kirabolták, majd lerombolták. A cég 1945 után csak rövid ideig folytatta működését, művészeti aukciók szervezésében vett részt. A céget 1950-ben, a könyvszakma államosításakor számolták fel. A könyvüzletnek helyt adó épülettömb helyreállítását követően a Magyar Légiforgalmi Vállalat jegyirodáját telepítették helyébe.

## Témakörök, kiadványok

### Nevezetesebb kiadványai

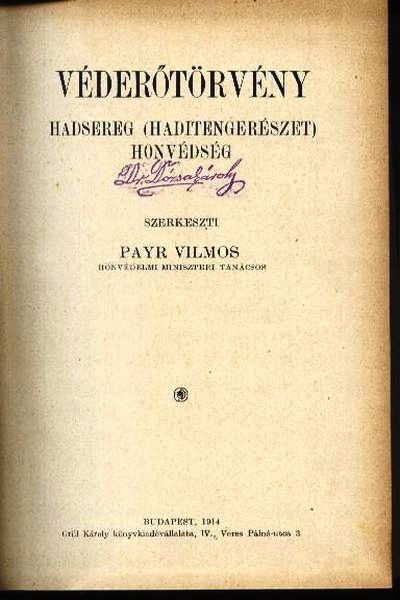
A Grill Károly Könyvkiadó egy kiadványa 1914-ből

A Marschalkó-féle Igazságügyi Rendeletek gyűjteménye
Grill-féle Jogi Könyvtár
Magyar Törvények Grill-féle Kiadása
Magyar Törvények Grill-féle Füzetes Kiadása
Grill-féle Döntvénytár
Közigazgatási Törvénytár
Grill Klasszikus Regényei
Társadalomtudományi Könyvtár
Magyarország címeres könyve

### Néhány kiadvány tematikusan
Filozófia:
Collins F. Howard: Spenecer Herbert synthetikus filozófiájának kivonata (1908)
Friedrich Wilhelm Nietzsche: Im-ígyen szóla Zarathustra (1908)
Hadtörténet:
Bánlaky József: Magyarország 1848/49. évi függetlenségi harcának katonai története (1929)
Breit József: Az 1870. évi német-franczia háború története (1896-1899)
Jog, törvény:
Balás P. Elemér: A magyar büntető törvények zsebkönyve (1913)
Fehérváry Jenő: Magyar telekkönyvi jog vezérfonala: a jelzálogtörvény és az egyszerűsítési törvény anyagának felhasználásával (1932)
Statisztikai kiadványok:
Kőrösy József: Budapest székesfőváros közoktatásügyi statisztikája: az 1889/90, 1894/95. iskolai évekről (1900)
Kőrösy József: Budapest fővárosa az 1901-ik évben: A népszámlálás és népleírás eredményei (1903-1905)
Szociológia:
Franklin Henry Giddens: A szociológia elvei: A tanulás és társas szerveződés jelenségeinek elemzése (1908)
Szépirodalom:
Honoré de Balzac: Goriot apó; César Birotteau nagysága és hanyatlása : Jelenetek a párisi életből [é.n.]
Krúdy Gyula: Aranyidő; A templárius : Két kisregény (1926)
Tersánszky Józsi Jenő: Rossz szomszédok (1926)
Lev Nikolaevic Tolstoj: Feltámadás (1889)